# Emilio Floris
Emilio Floris (Cagliari, 15 settembre 1944) è un politico italiano, sindaco di Cagliari per 10 anni, dal 14 maggio 2001 al 1º giugno 2011, e senatore della Repubblica dal 2013 al 2022 per Forza Italia.

## Biografia
Laureato in Medicina, con specializzazione in Medicina del Lavoro, Cardiologia e Radiologia, comincia la carriera lavorando negli ospedali pubblici di Cagliari. Successivamente, sulle orme del padre, dirige le case di cura "Sant'Antonio" di Cagliari e "Madonna del Rimedio" di Oristano.
È stato presidente della "AIOP" e della associazione culturale "La Radice".
Con la discesa in campo nella politica di Silvio Berlusconi, è stato uno dei fondatori di Forza Italia nel 1994, venendo eletto al Consiglio Regionale, dove ricopre la carica di capogruppo del suo partito. Nel 1999 viene rieletto in Regione ed è riconfermato come capogruppo azzurro.
Il 13 maggio 2001 viene eletto sindaco di Cagliari al primo turno con il 56,9% dei voti. Viene riconfermato l'11 giugno 2006 col 53,6% dei voti. Ha terminato il suo mandato nel giugno 2011.
Alle elezioni politiche del 2013 viene eletto senatore nelle file del Popolo della libertà. Dopo la scissione del Nuovo Centrodestra di Angelino Alfano, diventa tesoriere al Senato per Forza Italia.
Il 16 novembre 2013, con la sospensione delle attività del Popolo della Libertà, aderisce a Forza Italia.
Viene rieletto senatore alle elezioni politiche del 2018, nelle liste di Forza Italia.

## Vita privata
È cugino del politico Mario Floris, due volte presidente della Regione Sardegna e suocero dell'attore Italo-irlandese Lorenzo Flaherty, che nel 2012 ha sposato la figlia Roberta (da non confondere con l'omonima giornalista del TG5 Roberta Floris).

## Procedimenti giudiziari
Nel luglio 2012 è stato rinviato a giudizio per abuso di ufficio a seguito di una ordinanza da lui emessa durante il suo mandato da sindaco riguardante il rinvio della demolizione dei chioschi della spiaggia di Cagliari. In seguito, nel giugno 2017, è stato assolto perché il fatto non sussiste, in quanto il primo cittadino aveva emanato l'atto dopo una conferenza di servizi.